# Aeroportul Horn Island
Aeroportul Horn Island (IATA: HID, ICAO: YHID) este un aeroport din Queensland, Australia. Aeroportul a fost tranzitat în 2018 de 100.743 de pasageri.
Situat la o altitudine de 8 m, aeroportul dispune de o singură pistă. Este operat de Shire of Torres⁠(d).